# スーパーI/O

マザーボードの構成図。いくつかの拡張スロットと、オンボードの周辺インタフェースが存在する。

スーパーI/O (Super Input/Output) は、1980年代後半からパーソナルコンピュータのマザーボード上で使用された入出力用集積回路の形態である。スーパーI/Oチップは、多様な低帯域デバイスのインタフェースを組み合わせたものである。

## 機能
一般的に、以下の機能を提供している。
- フロッピーディスクコントローラ（英語版）
- パラレルポート（通常はプリンターの接続に使用される）
- シリアルポート
- PS/2インタフェース
- 温度センサ、ファンの回転数モニタ

スーパーI/Oチップは、ゲームポートや赤外線ポートのようなインタフェースを備えていることもある。多くの機能を1つのチップに組み込むことによって、マザーボードに必要な部品を削減し、製造コストを下げることができる。
一部のチップは、PCのケースが開けられたことを検出する機能を持っている（不正開封の検出）。

## 歴史
PCが登場した初期から中期といった半導体技術の発展途上期には、周辺機器類接続用にPC内部でI/O機能を拡張するには、拡張カードによって対応する形態が主流であった。やがてこのような機能の多くがわずかな半導体で実現できるようになるとマザーボード上に組み込まれた。当初のスーパーI/OチップはCPUとはISAバス経由で通信していた。ISAバスはPCIバスに置き換わったが、スーパーI/Oチップはマザーボード上にISAバスが残り続けている最大の要因であった。
やがてスーパーI/Oチップは、CPUと通信するためにISAバスではなくLPCバスで接続されるようになった。LPCインタフェースは一般的に、CPU用チップセットの1つであったサウスブリッジによって実現されている。
21世紀現在では、主要な周辺機器類がUSBによって接続されるなど外部インターフェースの整理が進んだ結果、I/Oインターフェースの多くがマザーボード上のICH（旧称：サウスブリッジ）によって実現されることが比較的多くなっているが、従来のI/Oインタフェースを必要とする用途では今でもスーパーI/Oチップが利用されている。

## メーカー
Nuvoton、ITE、Fintek、SMSCといった企業がスーパーI/Oコントローラを製造していた。Nuvotonは以前、Winbond ElectronicsのロジックICの事業グループであった。ナショナル セミコンダクターは以前スーパーI/Oを製造していたが、2005年にこの事業をWinbondに売却した。

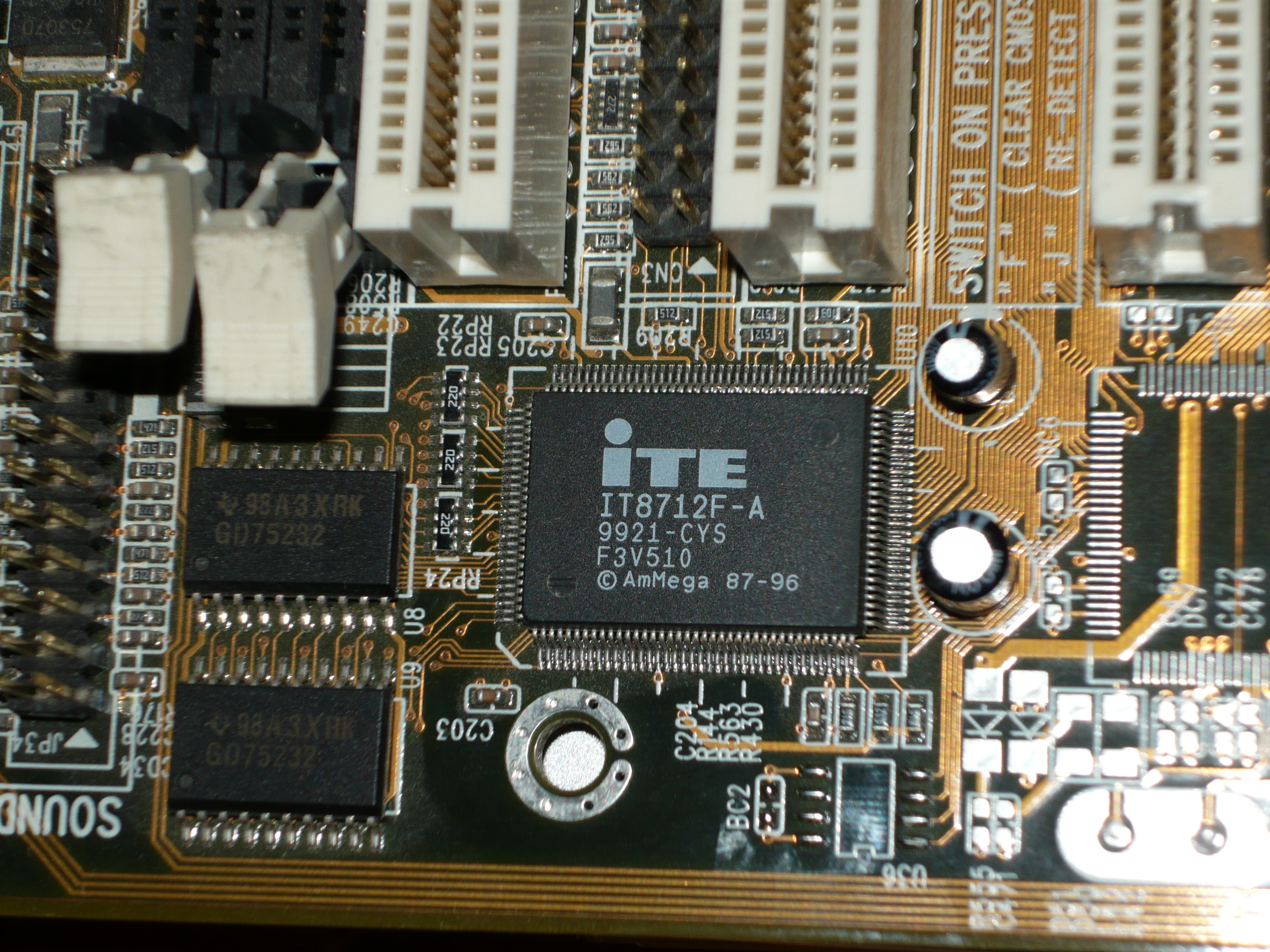
ITEのスーパーI/Oチップ

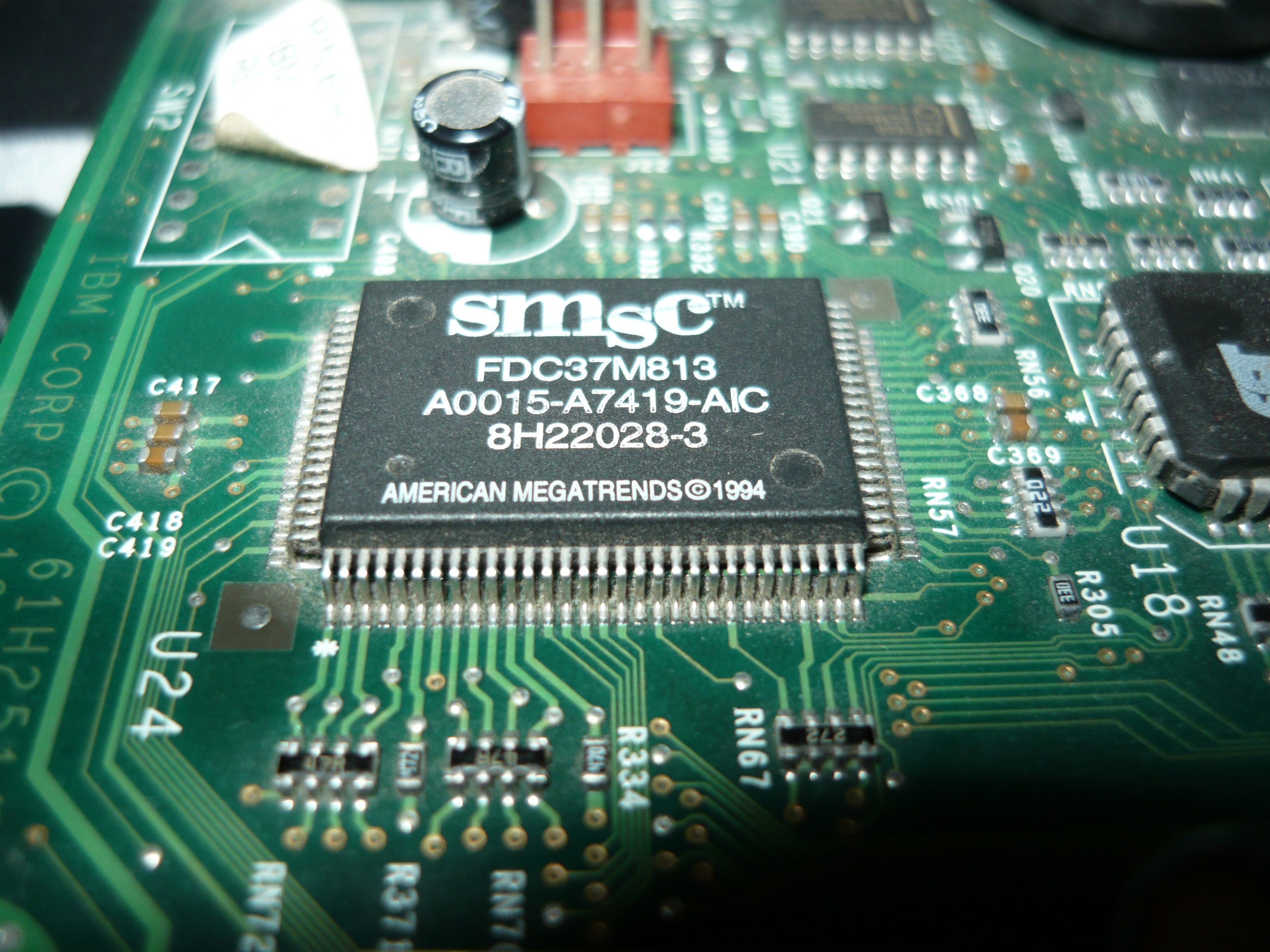
IBM製マザーボード上のSMSCのスーパーI/Oチップ